# Ivo Letov
Ivo Letov (1929 – 6. března 2010) byl český hudební publicista, organizátor a pracovník agentury Pragokoncert. Během své kariéry se zasloužil o přivedení mnoha světových hudebních hvězd do Československa a zároveň pomáhal československým umělcům prosadit se v zahraničí. Letov byl také autorem řady publicistických textů reflektujících jeho zkušenosti a zážitky z hudebního prostředí.

## Život
Ivo Letov zemřel 6. března 2010 po dvouletém boji s rakovinou trávicího ústrojí.

## Profesní kariéra

### Pragokoncert
Ivo Letov začal svou kariéru v Pragokoncertu v 50. letech 20. století. Postupně se vypracoval až na pozici uměleckého ředitele. Jeho hlavní pracovní náplní bylo zajišťovat koncerty zahraničních hvězd v Československu a organizovat turné československých umělců v zahraničí. Navzdory politickým omezením té doby se mu podařilo přivést do země světové interprety, jako byli Gilbert Bécaud, Louis Armstrong, Tina Turner, Elton John, Johnny Cash či Depeche Mode.
Jedním z jeho největších úspěchů byl koncert Depeche Mode v Praze v roce 1988, který byl jedním z mála vystoupení západní kapely v socialistickém Československu.

### Podpora československých umělců
Letov byl také klíčovou postavou pro mnoho československých umělců, kterým pomáhal prorazit na mezinárodních pódiích. Mezi nimi byli například Karel Gott, Waldemar Matuška, Hana Hegerová, Václav Neckář, Marie Rottrová.
Sám Karel Gott vzpomínal na Letova jako na člověka, který neúnavně hledal cesty, jak zajistit československým umělcům přístup k zahraničnímu publiku.

### Významné koncerty a akce
Mezi nejvýznamnější akce, které Letov organizoval, patří Pražský koncert Johnnyho Cashe v roce 1978. Turné Depeche Mode v roce 1988.

## Publicistika a osobní vztahy s umělci
Ivo Letov byl rovněž aktivním publicistou. Přispíval do dobových hudebních časopisů a novin, kde reflektoval svou práci i zážitky z organizace koncertů. V rozhovoru pro iDNES.cz vzpomínal například na spolupráci s francouzským šansoniérem Gilbertem Bécaudem, jeho skromné požadavky a energické vystupování. Další významný článek se týkal organizace pražského koncertu Johnnyho Cashe v roce 1978, během něhož Cash projevil zájem o československou kulturu a zakoupil tradiční prvomájová mávátka jako suvenýr pro svého syna.